# L'Esperança (Guadasséquies)
l'Esperança és un temple catòlic al municipi de Guadasséquies, a la comarca valenciana de la Vall d'Albaida. És bé de rellevància local amb identificador número 46.24.138-001.  A conseqüència de la construcció de la presa de Bellús, al curs del riu Albaida, una part del nucli urbà de Guadasséquies va ser derruït, segons el projecte desenvolupat entre 1989 i 1995. L'església de Nostra Senyora de l'Esperança va ser l'únic edifici del sector que va quedar dempeus. A la part alta del poble es va edificar una església amb la mateixa advocació. L'antiga església estava abocada inicialment l'enderroc, però es va conservar gràcies a les pressions de veïns i entitats cíviques i culturals de la comarca. El 2003 va ser rehabilitada i actualment és un centre cultural.